# Partito della Nuova Democrazia (Lituania)
Il Partito della Nuova Democrazia (in lituano: Naujosios Demokratijos Partija - NDP) è stato un partito politico lituano.
Fondato nel 1993 col nome di Partito delle Donne di Lituania (Lietuvos Moterų Partija - LMP), è stato ridenominato nel 1998; nel 2004 ha dato vita, insieme al Partito dei Contadini di Lituania, ad una nuova formazione politica, l'Unione Popolare dei Contadini di Lituania, a sua volta ribattezzata, nel 2012, Unione dei Contadini e dei Verdi di Lituania.

## Storia
Il partito si presenta per la prima volta in occasione delle elezioni parlamentari del 1996, quando ottiene il 3,9% dei voti e un seggio.
In occasione delle elezioni parlamentari del 2000 sigla un accordo elettorale con Partito Democratico del Lavoro di Lituania, Partito Socialdemocratico di Lituania e Unione dei Russi di Lituania: la Coalizione Socialdemocratica ottiene 51 seggi, di cui 3 sono conseguiti da NDP.
In vista delle elezioni europee del 2004, il partito si presenta insieme al Partito dei Contadini di Lituania: la formazione unitaria ottiene il 7,4% e un seggio; viene eletto Gintaras Didžiokas, esponente dell'NDP. L'alleanza viene riproposta alle elezioni parlamentari del 2004, in cui ottiene il 6,6% dei voti e 10 seggi.
Nel 2004 i due partiti si fondono in un unico soggetto politico, l'Unione Popolare dei Contadini di Lituania, che, nel 2012, assumerà la denominazione di Unione dei Contadini e dei Verdi di Lituania.

## Risultati elettorali
| Elezione          | Voti    | %     | Seggi    |
| ----------------- | ------- | ----- | -------- |
| Parlamentari 1996 | 50.494  | 3,86  | 1 / 141  |
| Parlamentari 2000 | 457.294 | 31,08 | 3 / 141  |
| Europee 2004      | 89.452  | 7,41  | 1 / 13   |
| Parlamentari 2004 | 78.902  | 6,60  | 10 / 141 |
| 1. 2.             |         |       |          |

| Controllo di autorità | VIAF (EN) 3136154260383724480001 |